# 61 Gwardyjska Brygada Pancerna
61 Gwardyjska Brygada Pancerna (ros. 61-я гвардейская танковая бригада) – jednostka pancerna Armii Czerwonej z okresu II wojny światowej, uczestniczyła w walkach przeciw wojskom niemieckim m.in. na ziemiach polskich i zdobyciu stolicy III Rzeszy Berlina.
61 Gwardyjska Brygada Pancerna (61 BPancGw) została utworzona razkazem z 28 października 1943 przez przemianowanie 197 Brygady Pancernej w jednostkę gwardyjską za męstwo i odwagę wykazaną w walce z hitlerowskim najeźdzcą.                                           Jej szlak bojowy w walce przeciw wojskom III Rzeszy prowadził z rejonu Kijowa m.in. przez Tarnopol, Lwów, Sanok, Łańcut, Sandomierz, Chęciny, Kielce, Ścinawa, Żary, Krapkowice i Berlin, a zakończył się w rejonie czeskiej Pragi. 
W czasie ofensywy styczniowej brygada dowodzona przez płka Wasyla Zajcewa po złamaniu oporu wojsk niemieckich w godzinach popołudniowych 18 stycznia 1945 wspólnie z 63 Gwardyjską Brygadą Pancerną zdobyła Bełchatów.

## Dowództwo brygady
Dowódcy:
- ppłk Nikołaj Żukow (23.10.1943 - 14.01.1945)
- płk Wasyl Zajcew[2] (15.01.1945 - 10.06.1945)[1].

Szefowie sztabu:
- mjr Benedykt Aleksiejew (28.10.1943 - 15.05.1944)
- mjr Wasyl Zajcew (15.05.1944 - 15.01.1945)
- płk Kalin Chmyłow (15.01.1945 - 28.02.1945)
- ppłk Nil Beklemieszow (28.02.1945 - 10.06.1945)[1].

## Struktura organizacyjna
- 1 batalion czołgów,
- 2 batalion czołgów,
- 3 batalion czołgów.
- zmotoryzowany batalion piechoty (Моторизованный батальон автоматчиков) i inne[3].